# Севилья, Давид
Давид Виктор Мануэль Севилья Камачо (исп. David Víctor Manuel Sevilla Camacho, 29 декабря 1940, Мехико, Мексика) — мексиканский хоккеист (хоккей на траве), полевой игрок. Участник летних Олимпийских игр 1968 и 1972 годов, серебряный призёр Панамериканских игр 1971 года.

## Биография
Давид Севилья родился 29 декабря 1940 года в Мехико.
Начал играть в хоккей на траве в 12-летнем возрасте. С 1963 года выступал за сборную Мексики.
В 1968 году вошёл в состав сборной Мексики по хоккею на траве на летних Олимпийских играх в Мехико, занявшей 16-е место. Играл в поле, провёл 7 матчей, мячей не забивал.
В 1972 году вошёл в состав сборной Мексики по хоккею на траве на летних Олимпийских играх в Мюнхене, занявшей 16-е место. Играл в поле, провёл 6 матчей, мячей не забивал.
В 1971 году завоевал серебряную медаль хоккейного турнира Панамериканских игр в Кали.
В 1975 году завершил игровую карьеру и стал судьёй международной категории по хоккей на траве, работал на Панамериканских играх 1979 и 1983 годов.
Был одним из руководителей хоккея на траве в штате Халиско, в 1990 году создал местную хоккейную ассоцицацию.
Более 50 лет занимался преподавательской и тренерской работой.